# Västintensifiering
Västintensifiering är förstärkningen av en havsströms västliga arm, särskilt i en subtropisk virvel. Passadvindarna i tropikerna är nordostliga och sydostliga, och i västvindbältena på mellanlatituder är den förhärskande vindriktningen västlig. Dessa vindmönster verkar på oceanens yta och bildar en sverdruptransport som är riktad mot ekvatorn. Transporten balanseras av en smal och intensiv ström mot polerna längs havsbassängernas västrand som är avsevärt mer koncentrerad än motsvarande havsvirvels östliga randström, till exempel Golfströmmen i Atlanten jämfört med den sydliga Kanarieströmmen. Västintensifiering förekommer också i polarhavsvirvlarna, där den resulterande havsströmmens riktning är omvänd. Västintensifiering beskrevs för första gången av den amerikanske oceanografen Henry Stommel.